# Extinction des espèces
Pour les articles homonymes, voir Extinction.

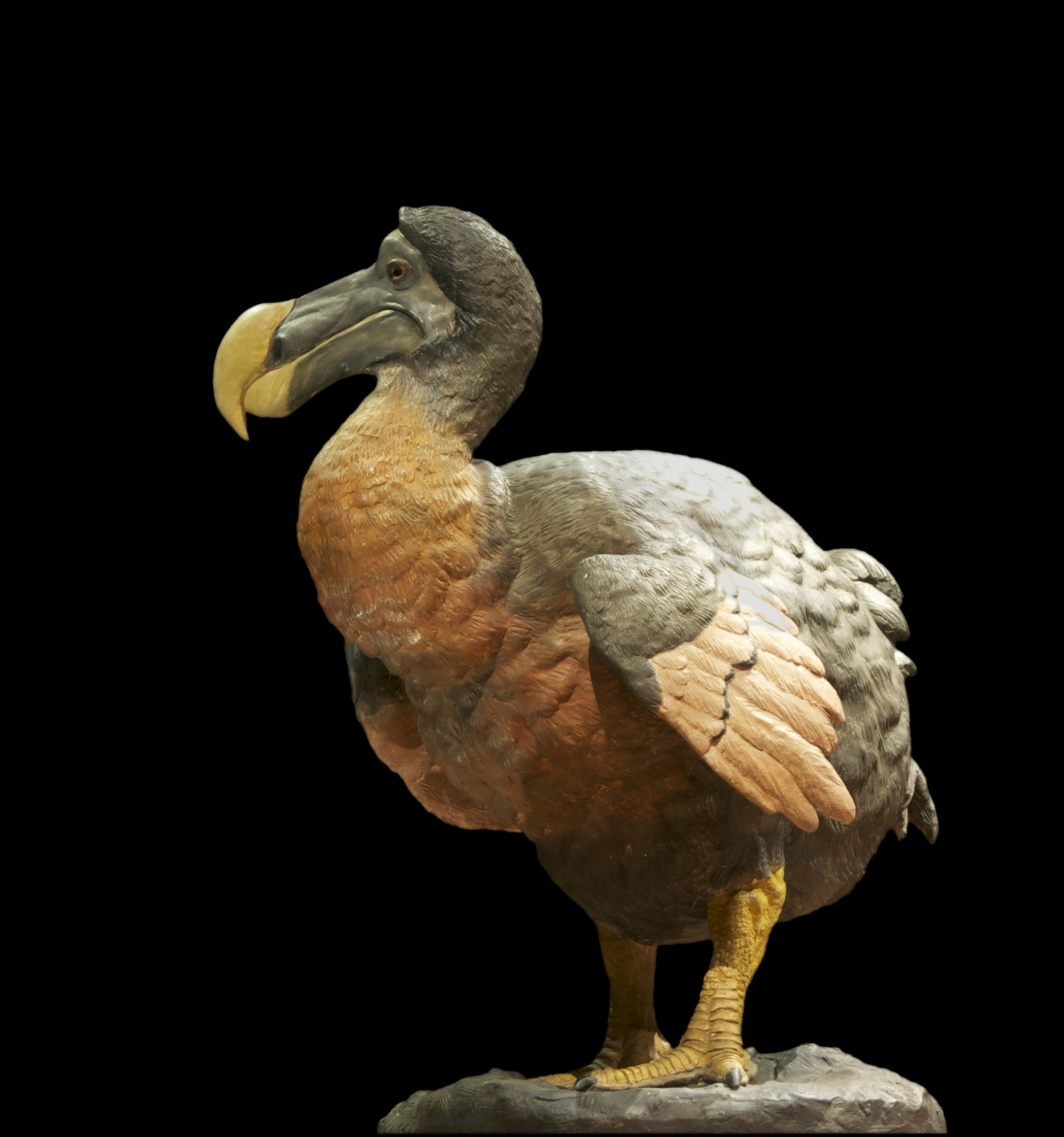
Le dodo est un exemple emblématique d'extinction souvent cité.

En biologie et en écologie, l'extinction est la disparition totale d'une espèce ou d'un groupe de taxons, réduisant ainsi la biodiversité.
Les écologues distinguent cette extinction numérique de l'extinction fonctionnelle, qui est la réduction de taille de la population d'une espèce telle qu'elle conduit à la raréfaction ou à l'extinction d'autres espèces dans la communauté, ce qui altère la fonctionnalité et la stabilité de l'écosystème.
À travers l'évolution, de nouvelles espèces apparaissent par le processus de la spéciation — où de nouvelles variétés d'organismes émergent et se développent quand elles sont capables de trouver et d'exploiter une niche écologique — et des espèces disparaissent quand elles ne sont plus capables de survivre dans des conditions changeantes ou face à une concurrence qu'elles ne peuvent affronter. Typiquement, une espèce s'éteint en 5 à 10 millions d'années (hors période de crise bio géologique), bien que certaines espèces, appelées fossiles vivants, survivent pratiquement inchangées pendant des centaines de millions d'années, comme la famille des Ginkgoaceae, qui date d'environ 270 millions d'années. Seulement 1/1000 des espèces ayant existé sont encore vivantes aujourd'hui,.
Les données paléontologiques montrent que les taux d'extinction étaient invariablement faibles avant l'expansion humaine sur toute la planète, et que les extinctions de masse étaient des événements rares. Démarrant approximativement il y a 100 000 ans et coïncidant avec la croissance du nombre et de la répartition des humains, l'extinction des espèces a augmenté à un taux sans précédent depuis la grande extinction du Crétacé, atteignant un taux d'extinction de 1–2,2 % des espèces dans les dernières décennies du XXe siècle (une espèce sur 1 000 tous les 1 000 ans selon l'Évaluation des écosystèmes pour le millénaire). Ce phénomène est connu sous le nom d'extinction de l'Holocène et représente la sixième,, extinction massive.
Au début des années 2000, des experts estiment que plus de la moitié des espèces alors vivantes pourraient s'éteindre avant 2100,. Cette prévision a été contestée par Bjorn Lomborg,, mais fin 2014 une nouvelle évaluation publiée dans la revue Nature, conclut qu'il reste impossible de précisément quantifier toute la biodiversité, mais que pour les espèces connues la situation s'aggrave : les amphibiens sont les plus menacés (41 % d'espèces en danger), devant les oiseaux (26 %) et les mammifères. 60 % des coraux pourraient mourir avant même 2050. Si l'on considère la fourchette d'une évaluation prospective (36 000 espèces disparaissant par an vers 2010-2014) la 6e extinction (75 % des espèces auraient alors disparu) pourrait advenir vers 2200 (si rien de plus n'est fait pour l'éviter).
Aux causes anciennes et naturelles d'extinction (chasse, surexploitation...) se sont ajoutées des causes anthropiques récentes telles que les effets des pollutions, de la surexploitation des ressources naturelles, de la destruction des habitats ou de l'insularisation induite par la fragmentation écologique croissante des paysages. Ces effets pourraient dans un proche avenir être exacerbés par les effets du dérèglement climatique. Depuis 1900, les disparitions d’espèces ont été multipliées par 100, soit un rythme sans équivalent depuis l’extinction des dinosaures.
Selon le Rapport d'évaluation mondial sur la biodiversité et les services écosystémiques (en) de 2019, publié par la Plateforme intergouvernementale scientifique et politique sur la biodiversité et les services écosystémiques, la biomasse de mammifères sauvages a diminué de 82 %, les écosystèmes naturels ont perdu environ la moitié de leur superficie et un million d'espèces sont menacées d'extinction, tout cela en grande partie à la suite d'actions humaines. 25 % des espèces végétales et animales sont menacées d'extinction,,.

## Définitions
Une espèce est réputée « disparue » quand le dernier membre de cette espèce est mort. L'extinction devient donc une certitude quand il n'y a plus d'individu survivant capable de se reproduire et d'engendrer une nouvelle génération.
Une espèce est dite « fonctionnellement éteinte » lorsque les individus survivants ne peuvent plus se reproduire, à cause d'une santé faible, de l'âge ou d'une distribution éparse sur une grande étendue, d'un nombre trop réduit d'individus, ou encore à cause d'un manque d'individus d'un des deux sexes (pour les espèces à reproduction sexuée) ou pour d'autres raisons.
Établir l'extinction (ou pseudo-extinction, voir chapitre suivant) d'une espèce requiert une définition claire de cette espèce. Si elle est déclarée éteinte, l'espèce en question doit être identifiable de manière unique, bien différenciée de ses ancêtres, espèces descendantes ou proches. L'extinction d'une espèce (ou remplacement par une espèce descendante) joue un rôle clé dans l'hypothèse de l'équilibre ponctué de Stephen Jay Gould et Niles Eldredge[réf. nécessaire].
En écologie, le terme extinction est souvent utilisé informellement en référence au phénomène d'extinction locale (ou extirpation), dans lequel une espèce cesse d'exister dans une zone d'étude donnée, mais vit encore ailleurs. Une extinction locale peut être suivie d'une recolonisation naturelle, ou d'une réintroduction d'individus de cette espèce prélevés dans d'autres régions (avec parfois des échecs, quand la niche écologique a été occupée ou modifiée par d'autres espèces).
L'extinction d'une population sauvage d'une espèce peut avoir des répercussions écopaysagères, et notamment provoquer des extinctions supplémentaires, dites « extinctions en chaîne » ou coextinctions.

### Pseudo-extinction
Quelques auteurs[réf. souhaitée] ont voulu nuancer le phénomène d'extinction en distinguant :

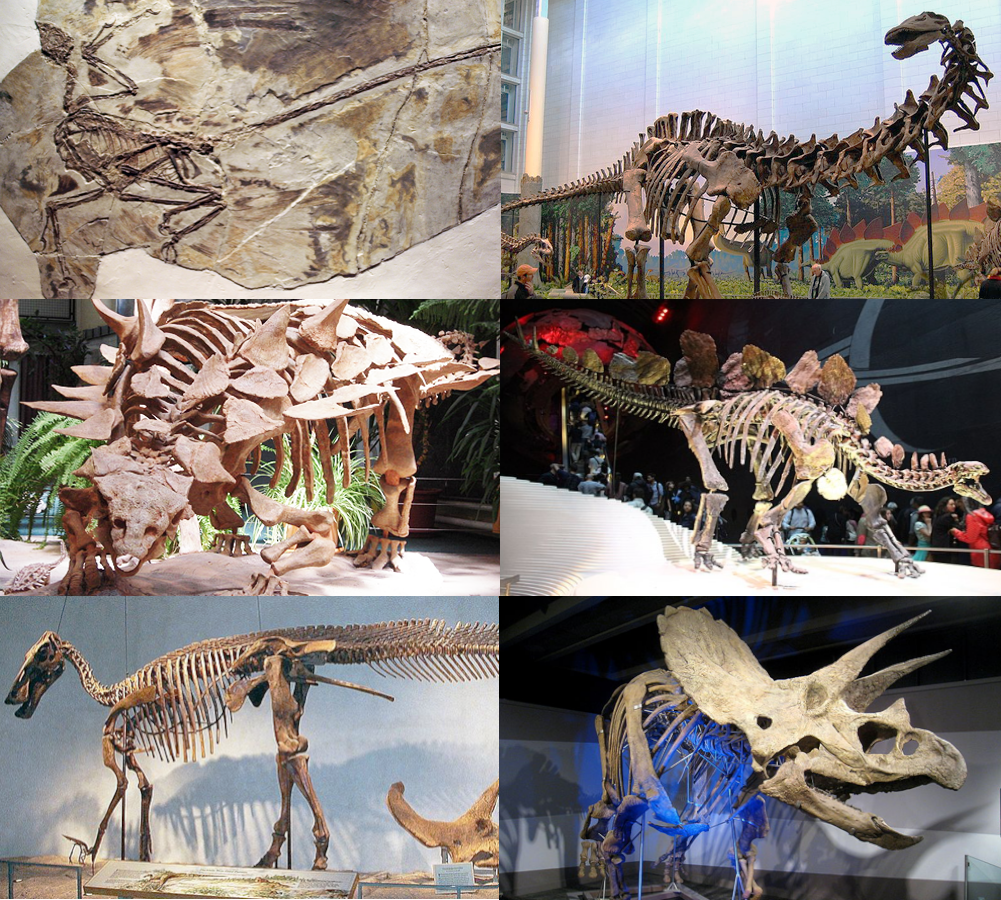
Certains scientifiques considèrent que les dinosaures sont pseudo-éteints, car certains espèces de ce groupe, les oiseaux, existent encore aujourd'hui.

- les espèces disparues sans laisser aucune espèce-fille (extinction totale, avec perte du patrimoine génétique) ;
- les espèces disparues qui ont laissé une ou plusieurs espèces-filles (qui leur ont survécu, en évoluant plus ou moins par rapport à leur espèce-mère, mais qui en porteraient la plupart de l'information génétique). Ils appellent ce type d'extinction pseudo-extinction.

Cette approche veut insister sur la continuité d'une partie du patrimoine génétique, mais outre que celle-ci est déjà prise en compte par la théorie de l'évolution, la notion de pseudo-extinction prend mal en compte la définition admise de l'espèce. De plus elle est porteuse d'ambiguïté, en effet les filiations et fonctions du patrimoine génétique sont encore mal comprises et il est difficile de savoir à partir de quand on pourrait considérer qu'une « espèce-fille » est devenue une espèce indépendante (toutes les espèces descendantes peuvent-être d'un même organisme originel, en poussant ce concept à son extrême, il faudrait reclasser toutes les extinctions en pseudo-extinctions). Les espèces domestiquées seraient alors à considérer comme leurs ancêtres ou parents sauvages proches, la disparition de l'auroch ou du Hyracotherium n'étant par exemple qu'une pseudo-extinction.
La réalité d'une pseudo-extinction est délicate à établir autrement que par des faisceaux d'indices liant fortement une espèce vivante aux membres d'une espèce préexistante. Par exemple, il est parfois soutenu que le Hyracotherium disparu, qui était un ancien animal similaire au cheval, est pseudo-éteint plutôt qu'éteint, parce qu'il y a plusieurs espèces vivantes du genre Equus, incluant les zèbres et les ânes. Cependant, comme les espèces fossiles ne laissent pas ou peu de matériel génétique, il est impossible de dire si Hyracotherium a évolué vers les espèces de chevaux modernes ou simplement évolué depuis un ancêtre commun. La pseudo-extinction est plus simple à démontrer pour des groupes taxonomiques plus importants. Il est dit que les dinosaures sont pseudo-éteints, car certains de leurs descendants, les oiseaux, existent encore aujourd'hui.

### «Réapparition» d'espèces

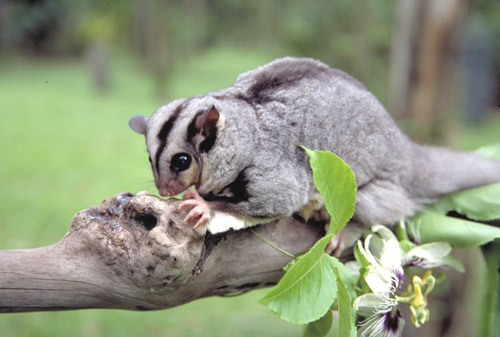
Pendant plus de 100 ans, Petaurus gracilis fut considéré comme éteint, mais de nouveaux spécimens furent découverts en 1989.

Pour les espèces ubiquistes et à large aire de répartition, déterminer le moment de l'extinction est difficile, et habituellement fait rétrospectivement, voire sans certitudes, comme l'illustre le phénomène dit de « taxon Lazare » dans lequel une espèce présumée éteinte « réapparaît » subitement (typiquement dans un enregistrement fossile) après une période d'apparente absence.
Des espèces d'abord considérées comme « éteintes », faute d'individus observés pendant plusieurs années ou décennies, peuvent ainsi être redécouvertes. Ce fut le cas par exemple du Pic à bec ivoire, du Petaurus gracilis, du Takahé ou du Fuligule de Madagascar ou le potorou de Gilbert, présumé éteint durant 120 ans. Le cas le plus célèbre d'espèce « réapparue » est celui du Cœlacanthe.
Cependant, les grands organismes de conservation comme l'UICN considèrent que ces espèces restent menacées de disparition si leur nombre d'individus et leur diversité génétique sont faibles, et qu'ils sont à un stade proche de l'incapacité à renouveler les générations.

### Datation des extinctions
Les dates d'extinction ne sont souvent qu'indicatives, car :
Pour les périodes anciennes ; elle est fixée par l'étude des fossiles par la paléontologie, avec donc des dates qui peuvent être comprises dans de larges fourchettes, mais susceptibles d'être précisées par de futures découvertes scientifiques. Des approches génétiques visant à remonter la radiation évolutive sont aussi en développement.
Pour les espèces contemporaines ou récemment disparues ; par commodité, la date d'extinction est généralement considérée comme étant celle de la mort du dernier individu connu de l'espèce, ce qui peut induire des biais ou erreurs dans l'analyse des conséquences écologiques de ces disparitions. En effet :
- Une espèce peut être considérée comme « non-éteinte » parce qu'il en reste au moins un individu vivant, même si celui-ci a perdu toute capacité à procréer, faute de partenaire sexuel suffisamment proche (situation qui peut perdurer des années ou siècles avant la mort des derniers individus dans le cas d'un arbre). Dans d'autres cas, des individus d'une espèce pourraient encore survivre, alors qu'il ne reste plus que des mâles ou plus que des femelles. Ceci peut par exemple être la conséquence d'une pollution thermique chez des espèces dont le ratio mâle/femelle est influencé par la température (tortues…) ; ou quand des perturbateurs endocriniens féminisent près de 100 % des individus de certaines espèces (comme chez certains poissons et coquillages).
- Une espèce peut être considérée comme « éteinte » alors qu'il en reste en réalité des propagules vivantes (par exemple, des graines ou des spores encore capables de germer). Mais même dans ce dernier cas, s'il s'agit d'un végétal supérieur, il est possible que l'unique pollinisateur de l'espèce, ou un symbiote nécessaire ait disparu, empêchant la reproduction sexuée et donc la diversité biologique intraspécifique. Et s'il s'agit d'animaux, il peut arriver que les géniteurs potentiels soient alors si éloignés les uns des autres ou si isolés par des barrières écologiques (nouvelles et anthropiques, ou naturelles) qu'ils n'ont statistiquement plus aucune chance de se rencontrer et de se reproduire.

## Extinctions massives
| Millions d'années O-S Fin D Cap P-Tr Tr-J K-Pg |

Le graphique bleu indique le pourcentage apparent (pas en nombre absolu) de genres d'animaux marins ayant disparu au cours d'un intervalle de temps. Il ne représente pas toutes les espèces marines, mais seulement les espèces marines fossiles. Les 5 plus grandes extinctions sont liées, voir les extinctions massives pour plus de détails.
Source et information sur le graphique

### Extinctions anciennes
Les géologues s'accordent à reconnaître cinq grandes extinctions de masse au cours de l'éon Phanérozoïque c'est-à-dire depuis - 540 millions d'années jusqu'à nos jours, au cours desquelles de nombreuses espèces disparurent en une période de temps relativement courte (à l'échelle des temps géologiques).
Dans l'ordre chronologique :
- fin de l'Ordovicien (-445 Ma) ;
- fin du Dévonien (-360 Ma) ;
- fin du Permien (-250 Ma) ;
- fin du Trias (-200 Ma) ;
- fin du Crétacé (-66 Ma) : Extinction des dinosaures non aviens.

Dans les mers, les cinq extinctions massives ont essentiellement concerné les animaux, une seule a perturbé significativement l'évolution des plantes.

### Extinction de l'Holocène

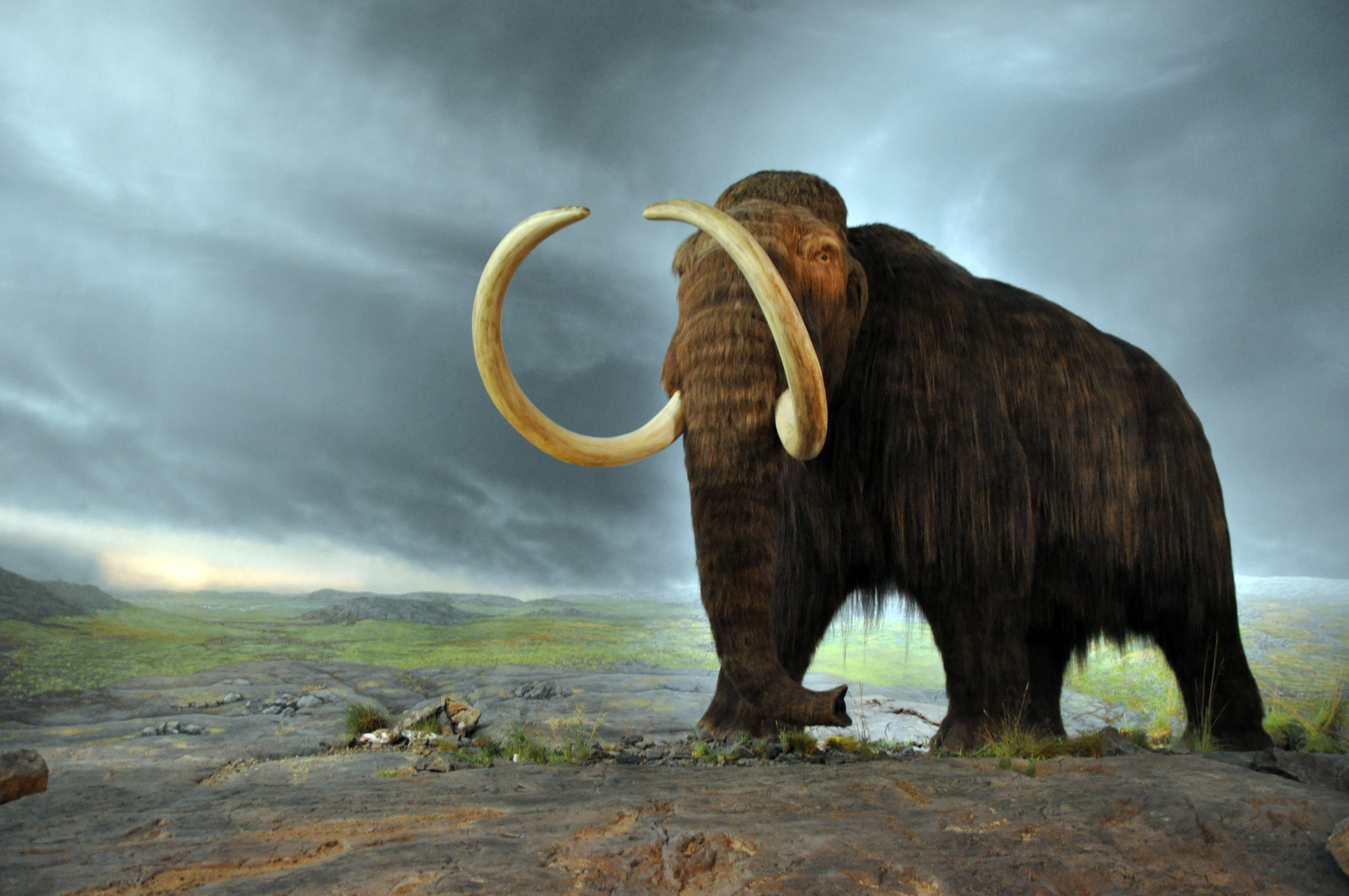
Le mammouth laineux s'est éteint il y a environ 12 000 ans.

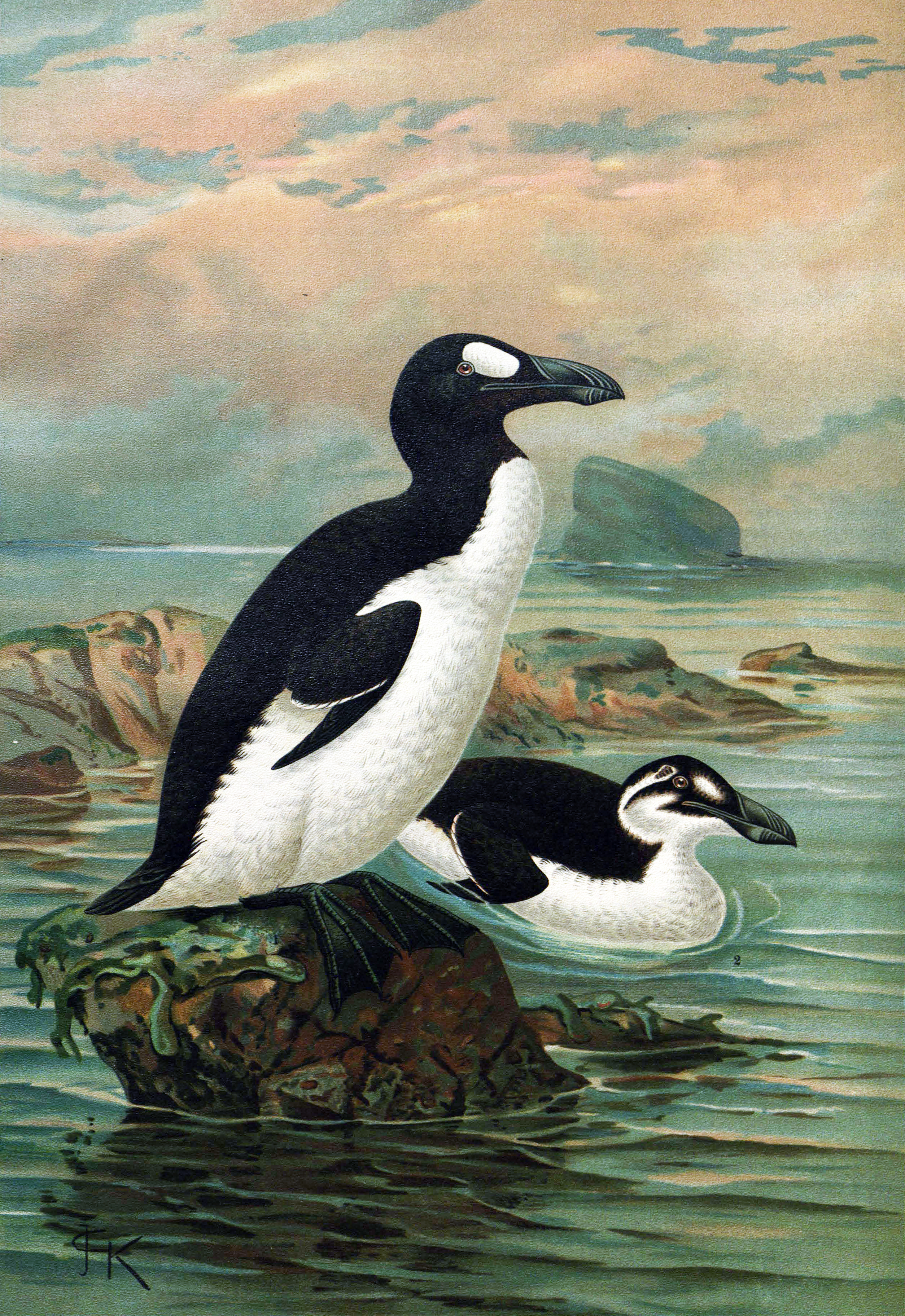
Le grand pingouin s'est éteint au milieu du XIXe siècle.

D'après un sondage fait en 1998 auprès de 400 biologistes par le musée américain d'histoire naturelle de New York, près de 70 % des biologistes pensent que nous sommes actuellement au début d'une extinction de masse causée par l'homme,, connue en tant qu'extinction de l'Holocène. Dans ce sondage, la même proportion de personnes interrogées était d'accord avec la prédiction selon laquelle jusqu'à 20 % de toutes les populations vivantes pourraient s'éteindre d'ici une trentaine d'années (vers 2028). Le biologiste Edward Osborne Wilson a estimé en 2002 que si le taux actuel de destruction de la biosphère par l'homme se maintenait, la moitié de toutes les espèces en vie sur Terre seraient éteintes d'ici 100 ans. En particulier, la destruction des forêts tropicales naturelles conduit a des dommages irréversible à la biodiversité locale. De façon plus significative, le taux d'extinction d'espèces à l'heure actuelle est estimé entre 100 et 1 000 fois plus élevé que le taux moyen d'extinction qu'a connu jusqu'ici l'histoire de l'évolution de la vie sur Terre, et est estimée à 10 à 100 fois plus rapide que n'importe quelle extinction de masse précédente. Pour Johan Rockström et ses collègues. La limite acceptable pour la planète serait d'environ dix extinctions par millions d'espèces et par an soit dix à cent fois le taux considéré comme naturel. Or le taux d'extinction était au début des années 2000 estimé supérieur à cent par million d'espèces et par an, soit plus de 10 fois supérieur au taux acceptable proposé par Rockström. Le taux d'extinction actuel correspondrait donc, pour une espèce, à une espérance moyenne de survie inférieure à 10 000 ans alors que l'espérance de vie moyenne au cours des temps géologiques était de un à dix millions d'années.
En 2004, une étude parue dans Nature réalisée sous la direction de Chris Thomas et basée sur un échantillon de régions couvrant 20 % de la surface terrestre montre que les changements climatiques entraîneront la perte de 15 à 37 % des espèces vivantes d'ici 2050, suivant les scénarios. Soit un rythme dépassant très largement l'échelle des temps géologiques ; ce qui annonce la sixième crise d'extinction massive des espèces que la Terre ait connue (les précédentes étant énumérées en préambule), cette fois pour des raisons anthropiques.
D'après l'Union internationale pour la conservation de la nature, 784 extinctions ont été enregistrées depuis l'année 1500, la date arbitraire choisie pour définir les extinctions de l'époque moderne, bien que de nombreuses autres extinctions aient pu passer inaperçues.
Dans le dernier rapport du WWF, Rapport Planète Vivante 2014, il est indiqué que, selon le critère IPV (Indice Planète Vivante) établi en mesurant plus de 10 000 populations représentatives de mammifères, d'oiseaux, de reptiles, d'amphibiens et de poissons, la taille des populations des espèces de vertébrés a décliné de 52 % entre 1970 et 2010, c'est-à-dire en moins de deux générations. C'est même pire pour les insectes, avec par exemple la chute de 98 % des insectes de Porto Rico.

## Causes

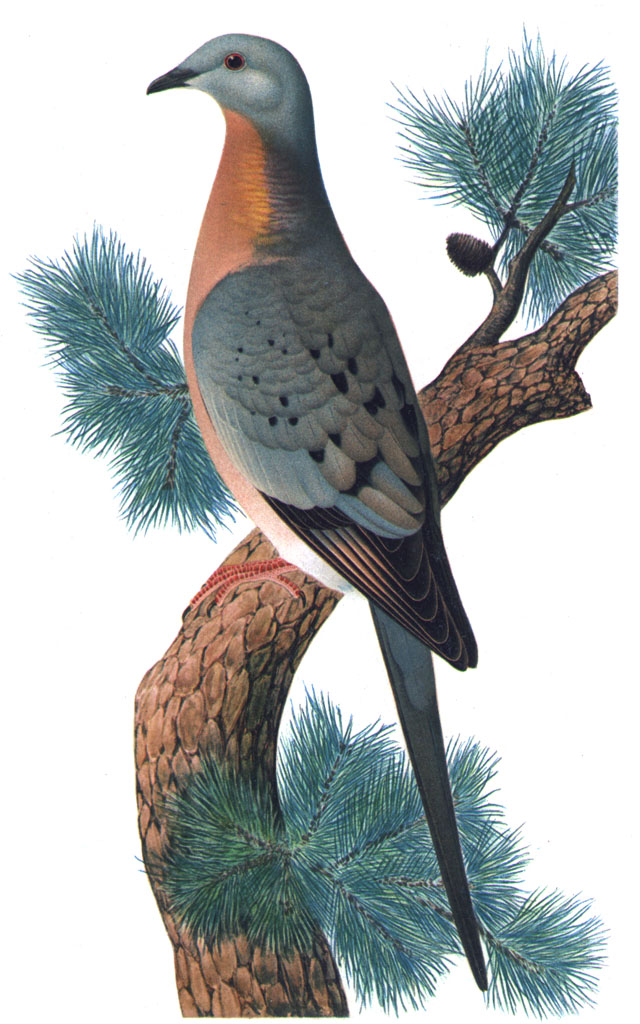
Le pigeon migrateur, une des nombreuses espèces d'oiseaux éteintes, a été chassé jusqu'à l'extinction en l'espace de quelques décennies.

Plusieurs causes peuvent contribuer directement ou indirectement à l'extinction d'une espèce ou d'un groupe d'espèces. « De la même façon que chaque espèce est unique, chaque extinction l'est aussi… les causes de chacune d'entre elles sont variées — certaines subtiles et complexes, d'autres évidentes et simples ».
Plus simplement, toute espèce inapte à survivre ou à se reproduire dans son environnement, et incapable de se déplacer jusqu'à un nouvel environnement où elle peut le faire, meurt et s'éteint.
Une espèce ne présentant normalement pas de risque d'extinction peut disparaître subitement lors d'événements particulièrement graves, comme lorsqu'une pollution rend l'ensemble de son habitat invivable ; à l'inverse, le phénomène d'extinction peut se dérouler progressivement sur des milliers ou des millions d'années, par exemple lorsqu'une espèce perd graduellement l'avantage dans la compétition pour la nourriture ou l'espace face à des espèces mieux adaptées.
Dans son ouvrage Extinction: Bad Genes or Bad Luck (Extinction : mauvais gènes ou malchance), le paléontologue David M. Raup examine l'importance des facteurs génétiques et environnementaux intervenant dans les extinctions, et compare ce thème avec le débat inné contre acquis. Savoir si les extinctions relevées dans les sondages paléontologiques ont été causées plus particulièrement par l'évolution des espèces ou par des catastrophes est un sujet de débat ; Mark Newman, l'auteur de Modeling Extinction est en faveur d'un modèle mathématique se situant entre les deux positions. À l'inverse, la biologie de la conservation utilise le modèle de la spirale d'extinction afin de classer les extinctions selon leur(s) cause(s).

### Causes génétiques et démographiques
La génétique des populations et les phénomènes démographiques affectent l'évolution et donc le risque d'extinction des espèces. Les espèces ayant de faibles populations sont beaucoup plus vulnérables à ces événements.
De façon simplifiée, la sélection naturelle propage les traits génétiques bénéfiques et élimine les faiblesses. Il est néanmoins possible qu'une mutation délétère se répande au sein d'une population à cause d'une dérive génétique.
Un pool génétique varié donne à une population une meilleure chance de survie à des changements néfastes de sa condition de vie. Les phénomènes causant une perte de diversité génétique peuvent augmenter le risque d'extinction. Le phénomène de « goulet d'étranglement » de population est en mesure de réduire significativement cette diversité en limitant fortement le nombre d'individus reproducteurs et rend la consanguinité plus fréquente. L'exemple le plus extrême du goulet d'étranglement de population est l'effet fondateur, qui peut entraîner une spéciation rapide.

### Destruction de l'habitat

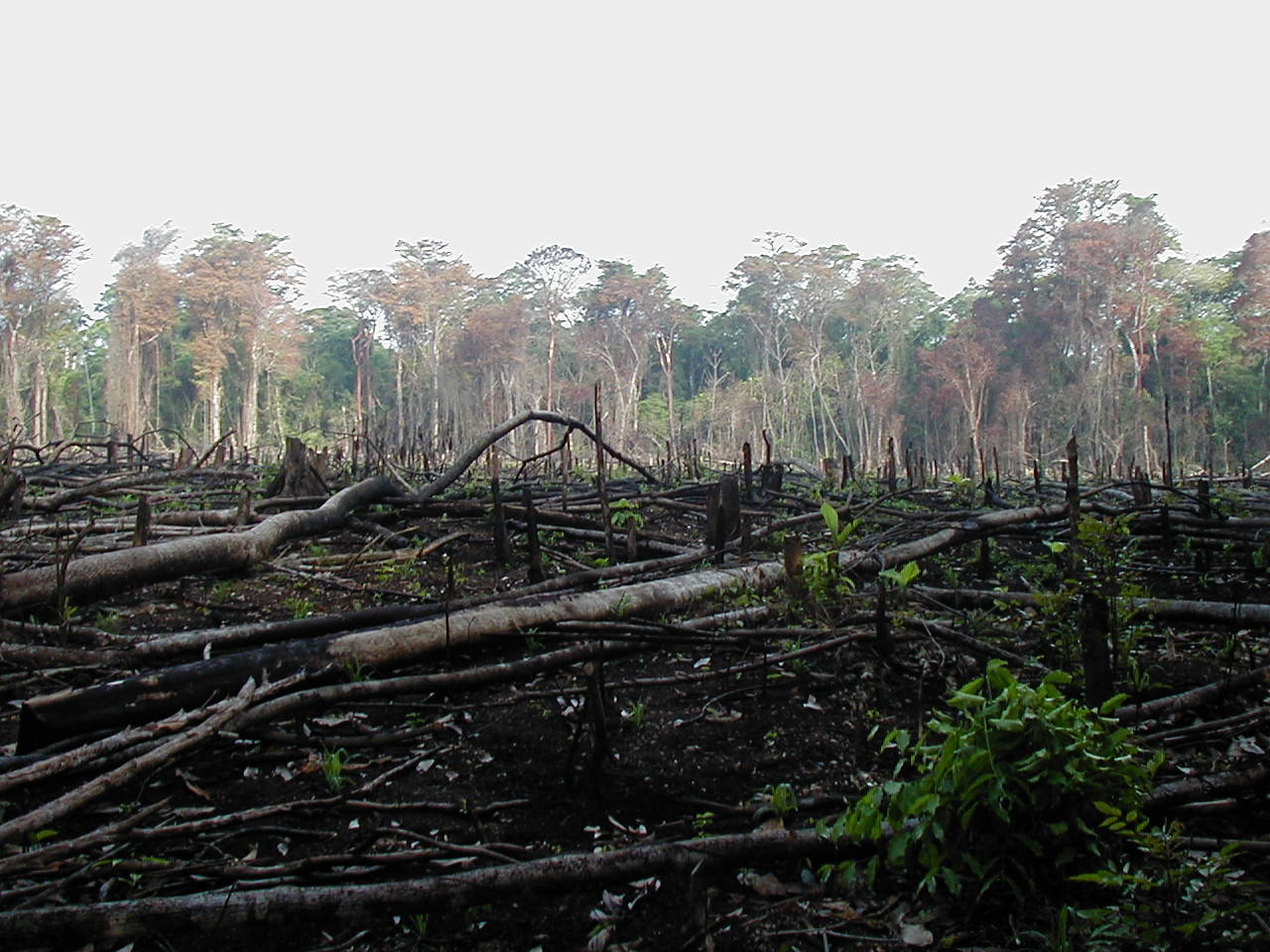
Une jungle brûlée pour l'agriculture dans le sud du Mexique.

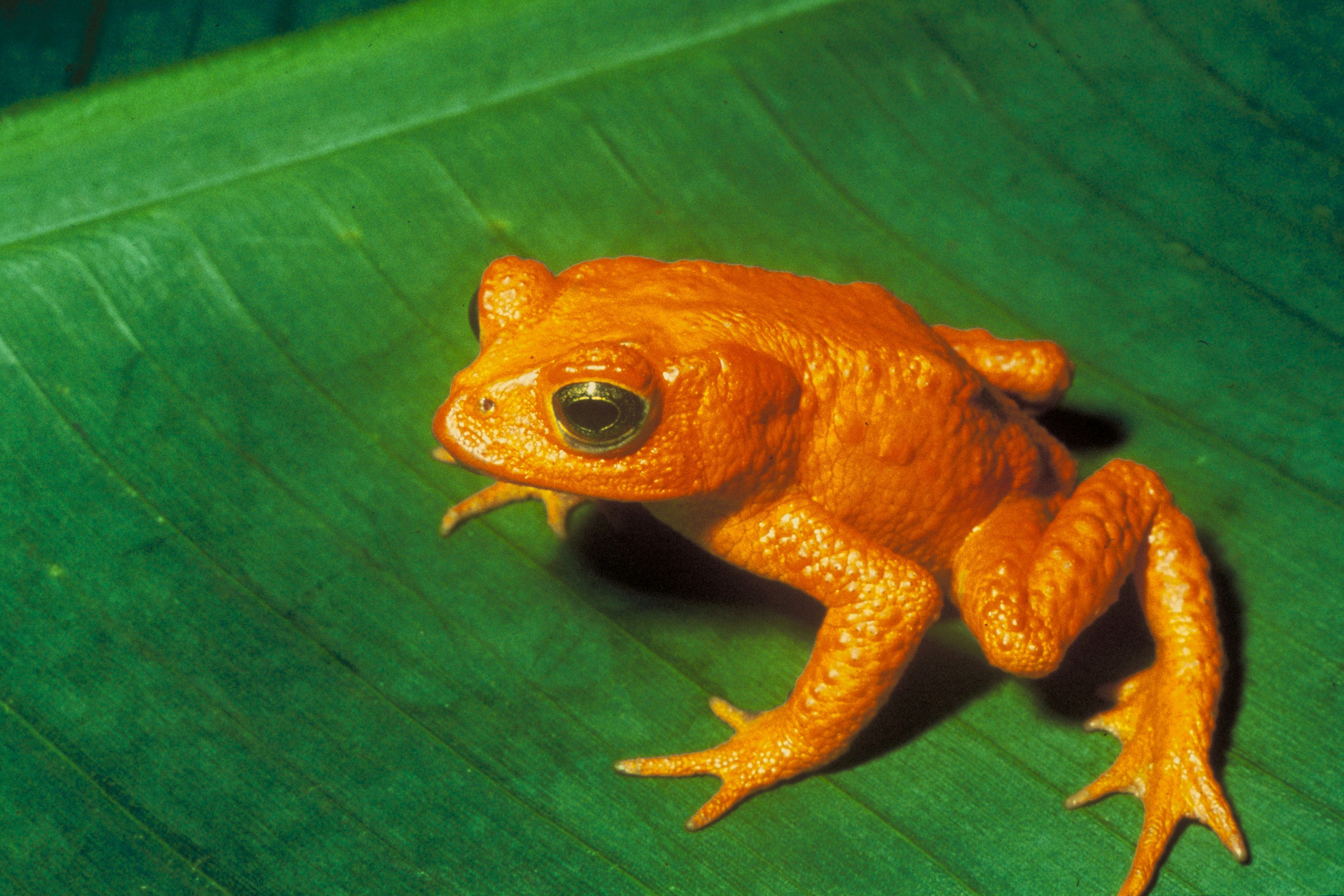
Le crapaud doré a été vu pour la dernière fois en 1989. Le déclin des populations d'amphibiens concerne toute la planète.

La destruction ou fragmentation de l'habitat d'une espèce ou d'un groupe d'espèce peut altérer le paysage adaptatif à un point tel que l'espèce n'est plus en mesure d'y survivre et donc s'éteint. Cela peut arriver par des effets directs comme la pollution de l'environnement, ou indirectement, par la diminution de la capacité d'une espèce à rester efficace lors de la dégradation de son milieu de vie dans la compétition pour les ressources naturelles ou contre de nouvelles espèces concurrentes.
La dégradation de l'habitat par la toxicité peut mettre fin à une espèce très rapidement, en tuant tous les membres par contamination ou en les rendant stériles. Cela peut se produire sur de longues périodes, à des niveaux faibles de toxicité, affectant la durée de vie, les capacités de reproduction ou de compétitivité.
La dégradation peut aussi prendre la forme d'une destruction physique des habitats, ayant de tout temps sporadiquement existé mais qui a atteint une ampleur et une rapidité beaucoup plus importante du fait de l'expansion humaine, notamment depuis la révolution industrielle dans le Nord et de l'explosion démographique encore en cours dans le Sud induisant une surpopulation mondiale qui fait pression sur les milieux naturels (extension des zones de cultures et de pâturages au détriment des écosystèmes naturels, pratiques de surpêche). Un exemple célèbre est la destruction des forêts tropicales humides et son remplacement par des pâturages, ce qui a considérablement réduit les populations d'Orang-outan en Asie ; la destruction de la forêt dense entraîne l'élimination de l'infrastructure nécessaire à la vie de nombreuses espèces. Par exemple, une fougère a besoin de beaucoup d'ombre pour se protéger de la lumière directe du Soleil. Elle ne peut survivre sans forêt pour l'abriter. Autre cas, la destruction du plancher océanique par le chalutage des fonds marins, le drainage des zones humides pour la sylviculture ou l'agriculture.
Des ressources en baisse ou la présence de nouvelles espèces concurrentes accompagne souvent la dégradation de l'habitat. Le réchauffement climatique a permis à certaines espèces d'étendre leur territoire, apportant une concurrence non désirée avec les espèces qui occupaient déjà cette zone. Parfois les nouveaux concurrents sont des prédateurs et affectent les espèces proies, ou bien les derniers venus sont en forte concurrence avec les espèces locales pour des ressources naturelles en quantité limitée. Les ressources vitales comme l'eau et la nourriture peuvent aussi être réduites, ce qui mène à l'extinction.
Des évènements politiques et des crises socio-économiques peuvent aussi rapidement déstabiliser les politiques de protection de l'environnement et par suite la biodiversité. En 2015, une étude portant sur les dynamiques de population de huit grands mammifères ; cervidés (chevreuil, cerfs, renne, orignal) et sanglier, ours brun, lynx, et loup gris en Russie de 1981 à 2010, a ainsi montré que - sauf pour le loup (+ 150 %) - la dynamique des populations de tous ces grands mammifères a été fortement perturbée dans la décennie qui a suivi l'effondrement de l'Union soviétique en 1991. Les taux de croissance des populations de ces espèces ont diminué immédiatement après l'effondrement, et trois espèces (sanglier, orignal et ours brun ont vu leurs effectifs fortement diminuer durant cette décennie post-effondrement). Inversement, les populations de loups ont augmenté de plus de 150 % de 1992 à 2000. Les mammifères des régions politiquement stables de l'Amérique du Nord et d'Europe n'ont pas subi les mêmes fluctuations (au vu de 30 ans de statistiques faunistiques). Pour certaines espèces un rapide renversement de tendance a été constaté (Après 2000 l'abondance du chevreuil (Capreolus spp.) a rapidement augmenté (malgré le retour du loup, pour atteindre des taux plus élevés que durant n'importe quelle autre période de l'étude). cette étude a pu être faite grâce à l'existence d'une base de données exceptionnelle, de l'Agence fédérale russe de surveillance des mammifères chassés, contenant des statistiques sur 50 000 transects suivis annuellement. Les auteurs, faute de « preuves plus solides » ne tranchent pas définitivement sur l'existence ou l'importance d'un possible lien de cause à effet, mais estiment que la cause principale semble être une défaillances de la gestion de la faune sauvage après les bouleversements politiques, au profit d'une augmentation de la chasse et du braconnage. Dans le même temps, l'arrêt du contrôle des populations de loups par le gouvernement, a pu aussi exacerber la pression sur le chevreuil ou d'autres espèces-proies du loup, mais le chevreuil a néanmoins ensuite connu un regain démographique record. Les auteurs attirent l'attention sur l'importance du lien entre la stabilité politique, le bien-être social des populations humaines et le bon état écologique et de la faune sauvage ; qui vaut dans ces régions comme en zone tropicale où ces relations sont bien connues (Soviet collapse was bad for wildlife,).

### Prédation, compétition et maladie
Les hommes ont transporté des animaux et plantes d'un point à l'autre du globe depuis des milliers d'années, parfois délibérément (ex. le bétail débarqué sur les îles et utilisé comme nourriture) et parfois accidentellement (ex. les rats s'échappant d'un bateau). Dans la plupart des cas, de telles introductions sont sans succès, mais lorsqu'une espèce réussit à coloniser un territoire (elle devient alors une espèce invasive), les conséquences peuvent être catastrophiques.
Les espèces invasives peuvent affecter les espèces natives en les mangeant, en entrant en compétition avec elles, en introduisant des pathogènes ou parasites qui les rendent malades ou les tuent, ou encore indirectement en dégradant leur habitat.
Les populations humaines peuvent également agir comme des prédateurs invasifs. Selon l'hypothèse de l'extermination préhistorique, la rapide extinction de la mégafaune dans des zones comme la Nouvelle-Zélande, l'Australie, Madagascar et Hawaï résultent d'une soudaine introduction d'humains dans des environnements remplis d'animaux qui n'en avaient jamais vus auparavant et étaient ainsi complètement inadaptés à leurs techniques de prédation. La surexploitation par la chasse peut mener à la disparition totale d'une espèce : ce fut le cas du dodo ou des grands mammifères disparus au cours des derniers millénaires.
De nos jours, la croissance des échanges internationaux augmente le risque de propagation d'espèces invasives. Afin d'éviter ce phénomène, des contrôles douaniers aux frontières sont effectués, en particulier dans les aéroports.

### Coextinction

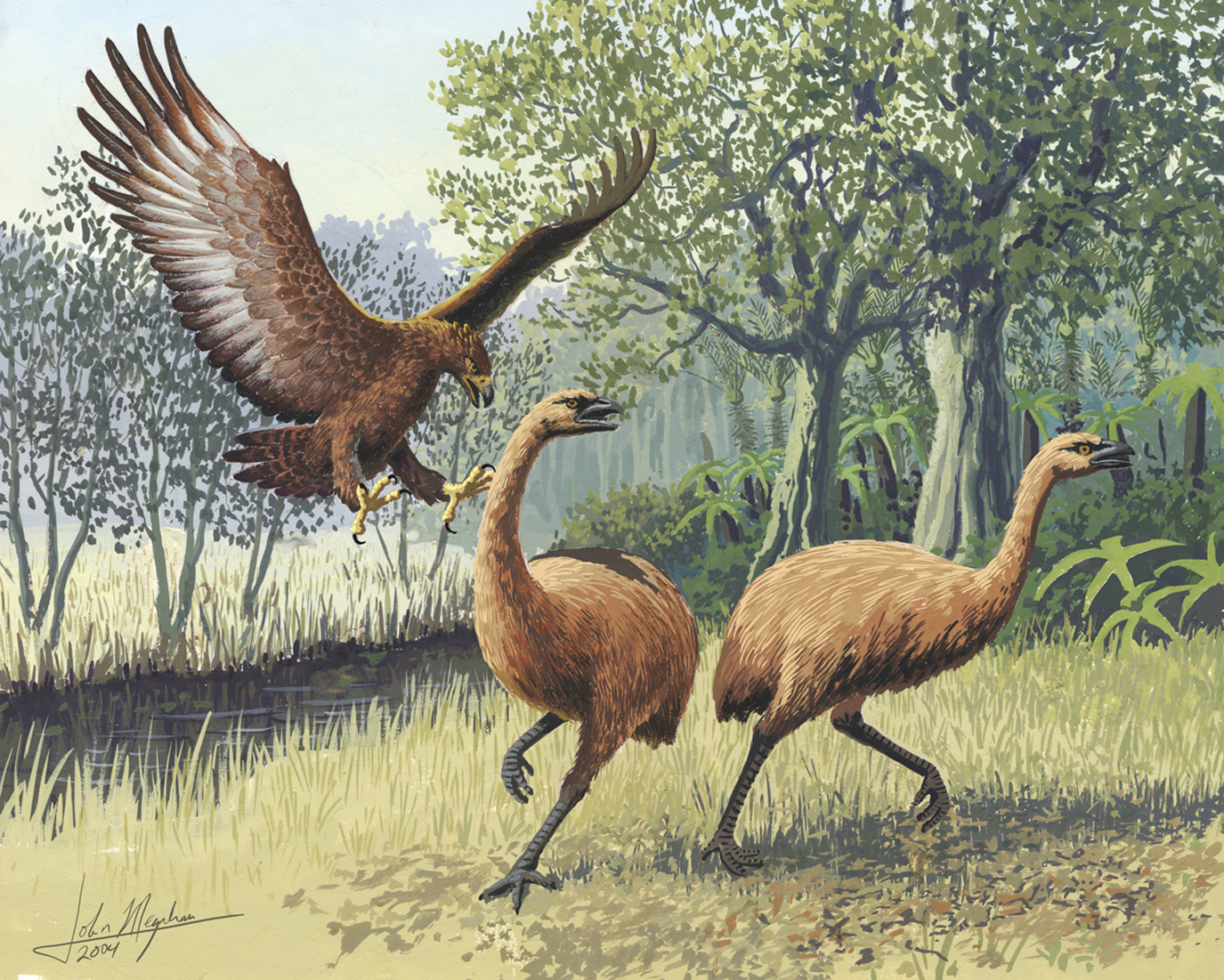
Exemple de co-extinction : L'aigle géant de Haast était le prédateur des Moas de Nouvelle-Zélande ; l'extinction des moas à la suite d'une chasse excessive (surprédation) a entrainé la disparition de cette espèce d'aigle.

La coextinction se réfère à la perte d'une espèce due à la disparition d'une autre, par exemple l'extinction d'insectes parasites après l'extinction de leurs hôtes. Une coextinction peut aussi se produire lorsqu'une espèce végétale perd son espèce pollinisatrice principale, ou lorsqu'un prédateur n'a plus de proie. Pour Lian Pih Koh, chercheur en écologie et biologie de l'évolution à l'Université nationale de Singapour :
« Species coextinction is a manifestation of the interconnectedness of organisms in complex ecosystems… While coextinction may not be the most important cause of species extinctions, it is certainly an insidious one.
La coextinction d'espèces est une manifestation de l'interconnexion d'organismes dans des écosystèmes complexes... Bien que la coextinction puisse ne pas être la cause la plus importante d'extinction des espèces, c'est certainement une cause insidieuse. »

## Évolution de la compréhension scientifique
Dans les années 1800, quand le phénomène d'extinction fut décrit la première fois, l'idée même d'extinction était effrayante pour les partisans de la Grande chaîne de la vie, une position théologique qui n'admettait pas la possibilité de l'existence de « chaînons manquants ».
La possibilité de l'extinction n'a pas été largement acceptée avant le XIXe siècle. Le célèbre naturaliste Carl von Linné pouvait « difficilement concevoir » l'idée que les hommes puissent causer l'extinction d'une espèce.
Tant que certaines régions du monde étaient encore inexplorées ou non cartographiées, il restait possible que des animaux fossiles ou supposés récemment disparus soient encore présents dans ces zones inexplorées. On attribue à Georges Cuvier la présentation de l'extinction en tant que fait dans un cours magistral, en 1796 à l'Institut de France. Les observations de Cuvier d'ossements fossiles l'ont convaincu qu'ils n'appartenaient pas à des animaux existant encore. Cette découverte fut primordiale pour la diffusion de l'uniformitarisme. Elle conduisit au premier ouvrage publiant l'idée d'évolution.
En 2009 en France, un appel à projets a été lancé dans le cadre d'un programme dit « la 6e extinction » sur les facteurs de perte de biodiversité et sur ses conséquences écosystémiques et socio-économiques.
Début 2020, la revue Science rapporte le résultat d'une étude produite avec Tianhe II (le quatrième supercalculateur le plus puissant au monde). Elle a exploité une base de données de plus de 11 000 espèces fossiles d'invertébrés marins fossiles trouvés dans plus de 3000 couches géologiques, en Chine surtout mais représentatives de la géologie planétaire du Paléozoïque ancien (540 millions à 250 millions d'années). Elle précise grandement les dates d'apparition, de déploiement et de disparition d'espèces lors des épisodes de diversifications et d'extinctions de masse, jusqu'à il y a environ 26 000 ans. Elle aidera a mieux décrire quelques extinctions massives, dont celle de la fin du Permien (ex : selon les auteurs, la diversité spécifique a diminué durant les 80 000 ans précédant cette extinction, qui elle-même s'est déroulée sur à peu près 60 000 ans). Ces données pourraient aider à préciser les causes sous-jacentes d'apparentes extinctions rapides ou à petite échelle dans le passé, et certains changements actuels ou à venir de la biodiversité, dont en dressant la carte de ses variations temporelles sur une échelle de temps pouvant être associée à des modifications d'environnement et de climat. La méthode pourrait être étendue à d'autres périodes de temps, y compris plus récentes.

## Implication de l'homme dans le phénomène

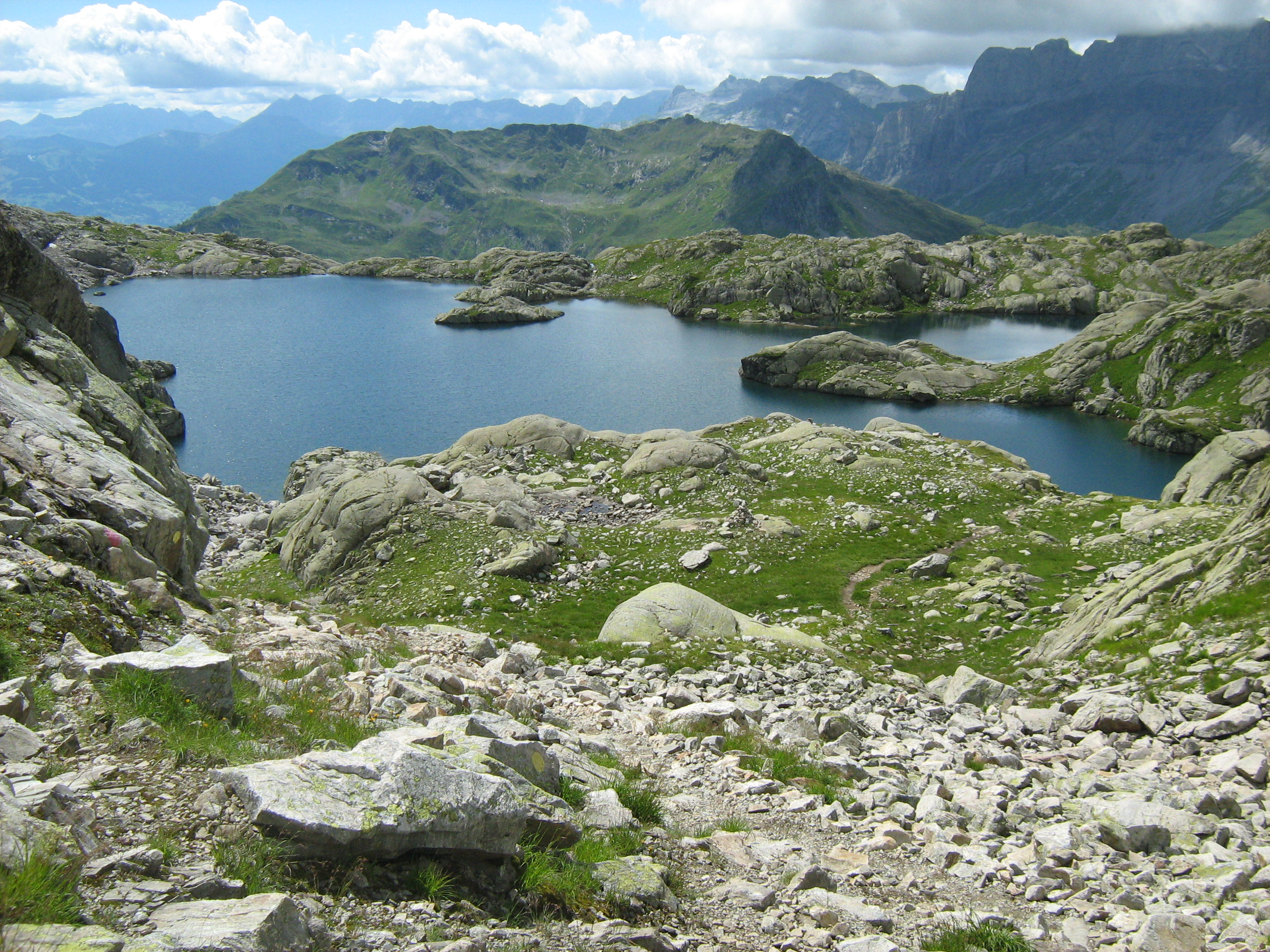
Les réserves naturelles fournissent de façon durable des habitats naturels aux espèces (ici la réserve naturelle nationale des Aiguilles Rouges, France).

Le phénomène d'extinction est un important domaine de recherche en zoologie, et en biologie en général, et est également devenu un sujet d'intérêt au-delà de la communauté scientifique. Un certain nombre d'organisations ont été créées dans le but de préserver les espèces de l'extinction. Les gouvernements ont tenté, en édictant des lois, d'éviter que l'homme ne surexploite une espèce ou ne détruise son habitat. Bien que plusieurs extinctions causées par l'homme l'aient été par accident ou par négligence, certains combats délibérés ont été engagés dans le but d'éradiquer certaines espèces, comme les grands prédateurs carnivores (avant qu'on ne comprenne leur importance écosystémique), des microbes ou virus pathogènes pour l'homme ou son bétail, par la vaccination.
Bruce Walsh, biologiste de l'Université d'Arizona voit trois raisons d'intérêt scientifique pour la préservation des espèces : les ressources génétiques, la stabilité des écosystèmes et l'éthique. Ainsi aujourd'hui la communauté scientifique souligne qu'il est important de maintenir la biodiversité,.
Selon le biologiste américain Edward Osborne Wilson, l'extinction d'espèces animales à cause de l'Homme remonte au paléolithique et à l'utilisation des outils. Par ailleurs, sur tous les continents, les hommes ont participé à ces extinctions, le philosophe Pascal Bruckner citant l'exemple des Indiens d'Amérique du Nord qui pratiquaient la chasse par le feu, détruisant de vastes territoires, et notant : « il n'y a aucune sagesse des "peuples premiers", tout aussi brutaux et destructeurs de leur environnement que nous mais évidemment moins nombreux ».
À l'époque moderne, des intérêts commerciaux et industriels entrent souvent en conflit avec les intérêts conservationnistes. Lorsque les technologies commerciales sont testées, l'essai tend à se concentrer uniquement sur ses effets sur l'homme. Néanmoins, des technologies ayant un impact nul ou minime sur l'homme peuvent se révéler gravement néfastes pour la vie sauvage (par exemple le DDT). Dans des cas extrêmes, ces nouveaux procédés peuvent eux-mêmes causer des extinctions secondaires inopinées. Le biogéographe Jared Diamond remarque que bien que les grandes entreprises dénoncent une certaine exagération des menaces d'extinction, certaines ont intérêt à adopter une politique de communication sur les bonnes pratiques de conservation de la nature qu'ils peuvent mettre en place, surpassant parfois les efforts engagés par des organismes consacrés à la conservation de la nature comme les parcs nationaux.
Les gouvernements voient parfois la perte d'espèces locales comme une perte pour l'écotourisme et peuvent édicter des lois prévoyant une punition sévère pour le commerce des espèces autochtones, afin de prévenir l'extinction dans la nature. Des réserves naturelles sont créées par les gouvernements comme un moyen de fournir de façon durable des habitats naturels aux espèces opprimées par l'expansion humaine. La Convention sur la diversité biologique de 1992 a permis la mise en place de plans d'action pour la biodiversité tentant de fournir des lignes directrices compréhensibles pour les projets gouvernementaux de conservation de la biodiversité. Des groupes de soutien comme le Wildlands Project et l'Alliance for Zero Extinctions, travaillent à éduquer le public et à faire pression sur les gouvernements pour qu'ils prennent des initiatives de conservation.
Les populations proches de la nature peuvent être dépendantes de la survie de toutes les espèces de leur environnement et pourraient être considérées comme les plus concernées par les risques d'extinction. Cependant, du fait de la surpopulation humaine dans les pays pauvres tropicaux, d'énormes pressions sont exercées sur les forêts par l'agriculture de subsistance et l'usage imprudent des techniques de brûlis. En conséquence, les populations indigènes favorisent la survie au jour le jour au détriment de la conservation des espèces.

### Extinction planifiée

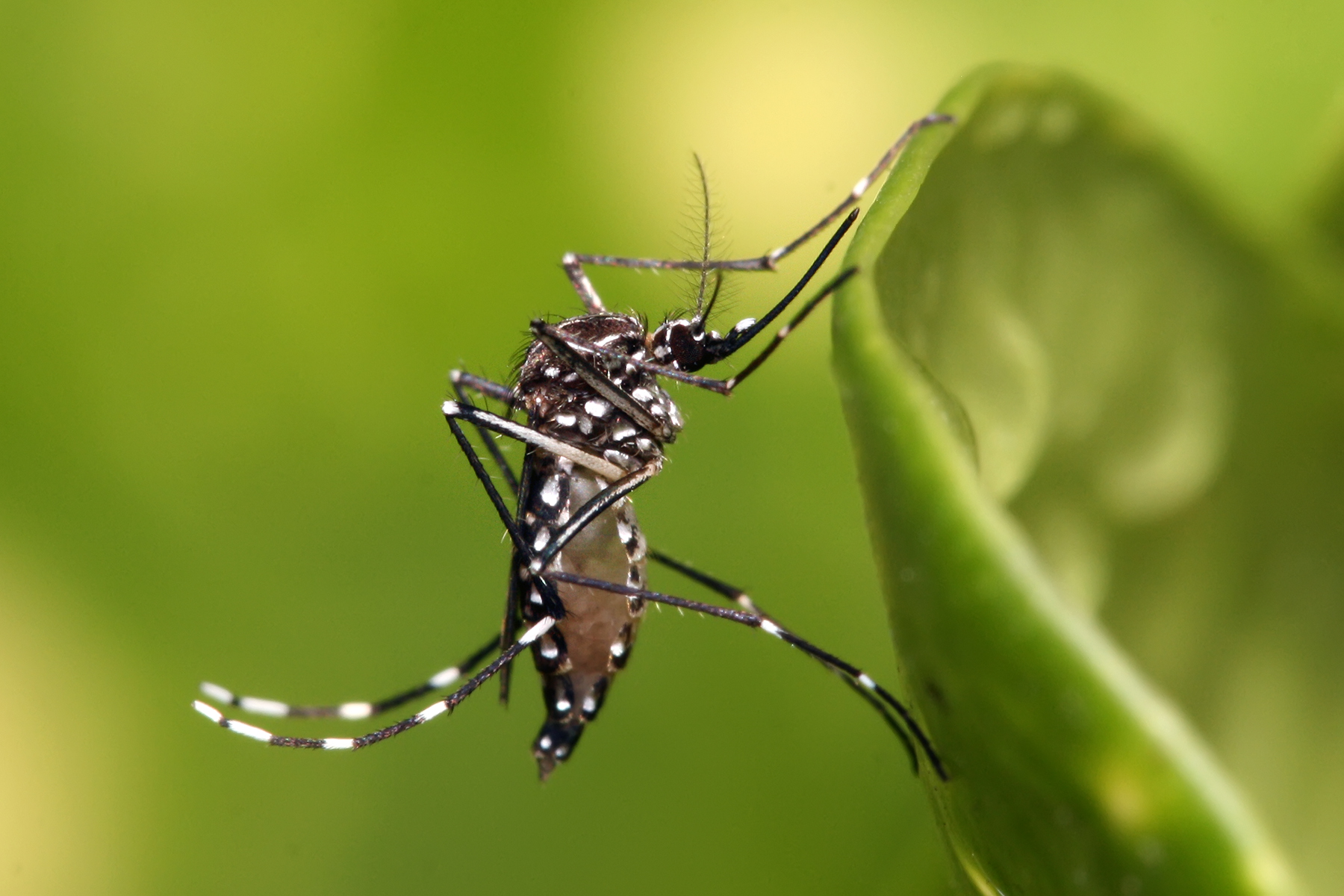
Certains scientifiques préconisent l'extinction délibérée de certaines espèces, comme les moustiques vecteurs de maladies mortelles.

L'homme a parfois ardemment travaillé à éradiquer plusieurs espèces de virus pour lutter contre les maladies. Par exemple, le virus de la variole est désormais considéré comme éteint dans la nature — bien que des échantillons soient conservés dans certains laboratoires, et le virus de la poliomyélite est maintenant confiné à quelques régions réduites du globe grâce aux efforts de l'homme pour guérir la maladie qu'il cause.
Olivia Judson est l'une des quelques scientifiques modernes à argumenter en faveur de l'extinction délibérée de certaines espèces. Son article A Bug's Death du 25 septembre 2003 dans le New York Times, défend la cause du « specicide » de trente espèces de moustiques grâce à l'introduction d'un gène « knock out » récessif. Ses arguments sont que les moustiques anophèles (vecteurs de la malaria) et les moustiques aèdes (vecteurs de la dengue, la fièvre jaune, l'éléphantiasis et d'autres maladies) représentent seulement 30 espèces ; les éradiquer pourrait sauver au moins un million de vies humaines au prix d'une réduction de la diversité génétique de la famille Culicidae de seulement 1 %. Olivia Judson va même plus loin en arguant que puisque les extinctions d'espèces se produisent tout le temps, la disparition de quelques espèces de plus ne risque pas de détruire l'écosystème :
« We're not left with a wasteland every time a species vanishes. Removing one species sometimes causes shifts in the populations of other species - but different need not mean worse. »
« On ne se retrouve pas dans un écosystème de désolation chaque fois qu'une espèce disparaît. Éliminer une espèce engendre parfois des changements pour d'autres espèces, mais ce n'est pas nécessairement pire. »
De plus les programmes anti-malaria et de contrôle des populations de moustiques n'offrent qu'un faible espoir réaliste aux 300 millions de personnes des pays en développement infectées chaque année ; bien que des essais soient en cours, Olivia Judson écrit que s'ils échouent, « nous devons considérer la solution radicale » (autrement dit exterminer les moustiques).
La Fondation Rockefeller en 1916 puis l'Organisation panaméricaine de la santé au milieu du XXe siècle, ont tenté en vain d'éradiquer Aedes aegypti.

### Clonage d'espèces éteintes

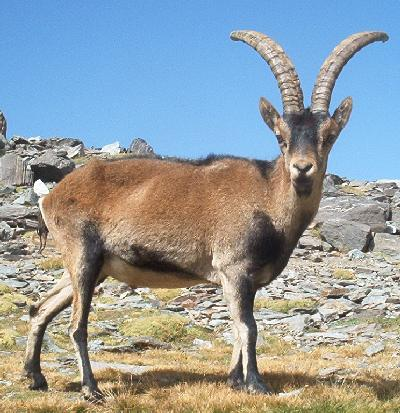
Le clonage de la sous-espèce pyrenaica du Bouquetin des Pyrénées, disparue en janvier 2000, est un des projets pour « ramener à la vie » un taxon disparu.

Le concept de clonage des espèces éteintes a été rendu célèbre dans le roman et le film à succès Jurassic Park (1990 et 1993). Bien qu'aucune espèce éteinte n'ait encore été recréée, les récentes avancées technologiques ont encouragé l'hypothèse que, grâce au procédé de clonage, une espèce éteinte puisse être « ramenée à la vie ».
Les sujets d'étude de clonage incluent la recréation du mammouth et celle du thylacine (loup de Tasmanie), bien que, pour ce dernier, le projet ait été abandonné, de par la mauvaise qualité de l'ADN actuellement disponible pour cette espèce et des limitations technologiques. Le clonage d'une espèce éteinte n'a pas encore été tenté, principalement du fait de limitations technologiques, en plus des objections bioéthiques et philosophiques qu'une telle tentative peut soulever. L'ADN se conserve mal, et il est peu probable que l'ADN d'organismes qui ont vécu il y a 10 000 ans puisse jamais être retrouvé[réf. souhaitée].
Un programme de clonage de bouquetin des Pyrénées, (Capra pyrenaica pyrenaica), a été engagé en 2003 pour tenter de restaurer la sous-espèce disparue le 6 janvier 2000 après la mort du dernier individu, dans le Parc national d'Ordesa et du Mont-Perdu dans les Pyrénées espagnoles. La première tentative de clonage faite en 2003 à partir de tissus prélevés sur la dernière femelle de la sous-espèce avant sa mort, a néanmoins abouti à un échec, les embryons obtenus n'ayant pas survécu au-delà du deuxième mois de gestation. L'expérience constitue néanmoins une première, encourageante selon le chercheur en chef responsable du projet, José Folch.
Pour qu'un programme de clonage d'espèce éteinte puisse aboutir, un nombre suffisant d'individus devront être clonés (dans le cas d'organismes à reproduction sexuée) afin de créer une population de taille viable et afin d'éviter notamment les phénomènes de dérive génétique.
En avril 2025, l’entreprise américaine Colossal Biosciences a annoncé avoir réussi à faire renaître, grâce à des techniques de clonageet d'édition génomique, trois loup terrible (Canis dirus), une espèce préhistorique éteinte depuis environ 10 000 ans. Ces individus ont été baptisés Romulus, Remus et Khaleesi : les deux premiers en référence aux fondateurs légendaires de Rome, recueillis et allaités par une louve dans la mythologie romaine, et le troisième en hommage au personnage central de la série télévisée américaine Game of Thrones. Cette annonce, qui marque une étape majeure dans le domaine de la dé-extinction, a suscité un vif débat scientifique et éthique sur la réintroduction d’espèces disparues dans les écosystèmes modernes, leur bien-être et les conséquences écologiques potentielles. Les spécimens sont en fait des loups gris dont le génome a été modifié pour se rapprocher de celui extrait de subfossiles.

### Conservation des espèces menacées d'extinction
La prise de conscience par l'homme de l'accélération des extinctions d'espèces, notamment celles dues à l'impact de ses activités, a favorisé l'émergence des mouvements de conservation de la nature à travers le monde.
Les moyens d'action pour tenter de préserver les espèces menacées sont multiples : tout d'abord la création d'organisations consacrées à la conservation de la nature à différentes échelles et dans de nombreuses parties du monde : des modestes associations de protection de l'environnement local, aux organisations non gouvernementales et aux grandes institutions mondiales de conservation de la nature (Greenpeace, UICN, Ocean Conservancy, Birdlife International, etc.).
La volonté mondiale de créer une institution chargée de surveiller et de conserver les espèces animales et végétales menacées d'extinction s'est traduite le 5 octobre 1948 par l'Union internationale pour la protection de la nature. Une nomenclature commune des menaces d'extinction sera alors élaborée, aboutissant à la création du statut de conservation « éteint à l'état sauvage ». Les espèces listées sous ce statut par l'Union mondiale pour la nature (UICN) n'ont pas de spécimens vivants connus dans la nature sauvage et sont maintenus dans des zoos ou d'autres environnements artificiels. Certaines de ces espèces sont fonctionnellement éteintes car elles ne vivent plus dans leur habitat naturel et il est très improbable qu'elles puissent retourner à une vie sauvage. Quand cela est possible, les institutions zoologiques modernes tentent de maintenir une population viable pour assurer la préservation de l'espèce et une éventuelle réintroduction dans la nature au moyen de programmes d'élevage conservatoire.
La création d'aires protégées, comme les parcs nationaux, les réserves naturelles, les réserves de biosphère est un autre outil primordial de conservation d'espèces menacées d'extinction. Parfois créé explicitement pour la protection d'une espèce en danger critique d'extinction, cet outil peut se révéler efficace (comme le Parc national de la Vanoise en France, créé pour la protection du bouquetin des Alpes Capra ibex qui a vu ses effectifs stabilisés), ou bien au contraire n'a pas permis de conserver les espèces menacées de son territoire (comme le Parc national d'Ordesa dans les Pyrénées espagnoles, qui n'a pas pu conserver la sous-espèce Capra pyrenaica pyrenaica du Bouquetin des Pyrénées, dont le dernier individu est mort en 2000).
Enfin des traités internationaux ont été conclus pour lutter contre la disparition d'espèces. Par exemple la Convention sur le commerce international des espèces de faune et de flore sauvages menacées d'extinction signée le 3 mars 1973 à Washington (CITES selon le sigle anglo-américain, connue aussi sous le nom de « Convention de Washington ») est un accord intergouvernemental qui a pour objectif de protéger les espèces animales et végétales menacées d'extinction par les échanges internationaux en contrôlant le commerce.

## Liste de quelques espèces disparues

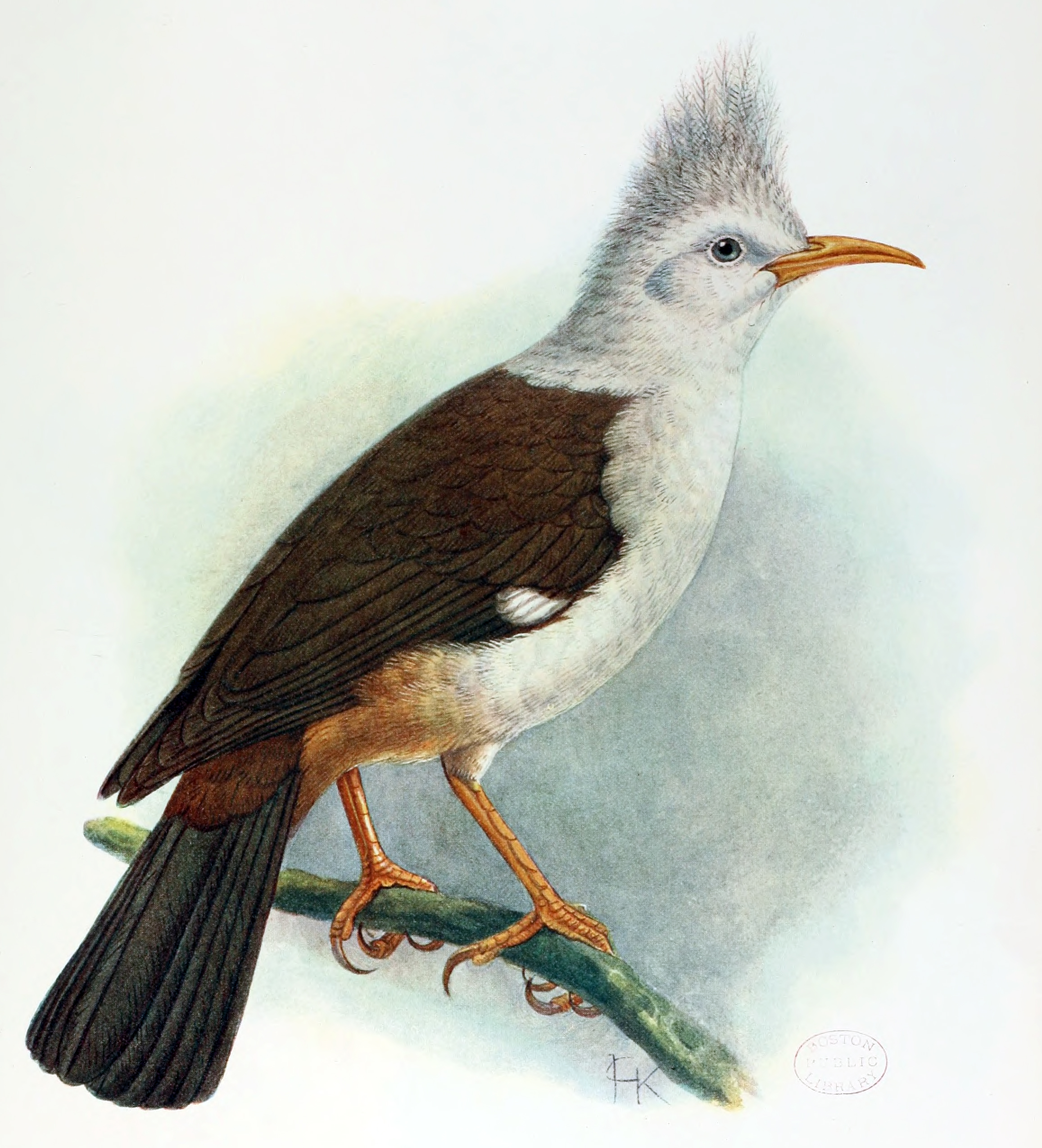
L'étourneau de Bourbon a disparu de l'île de La Réunion entre 1850 et 1870.

Comme il est indiqué dans le chapitre Causes, l'extinction d'une espèce est en général due à plusieurs facteurs. Un bon exemple est le cas de l'Étourneau de Bourbon, oiseau endémique de l'île de La Réunion, dont les causes d'extinction sont nombreuses :
- espèce invasive : introduction de rats sur l'île (ex. : pour le dodo) ;
- maladie introduite dans l'île ;
- compétition : en concurrence avec le martin triste ;
- catastrophe naturelle : multiplication des feux de forêt ;
- destruction de l'habitat : déforestation, pour ne donner qu'un exemple.

Cependant, la disparition de certaines espèces est due à un phénomène majeur :
- destruction de l'habitat : perroquet de la Martinique ;
- espèce invasive : microgoura de Choiseul, marronnage de chiens et chats non natifs de son île ;
- chasse : Tigre de Bali ;
- pollution de l'eau : Crapaud doré.

En résumé, l'homme occupe une place importante dans la disparition des espèces.

### Espèces animales éteintes

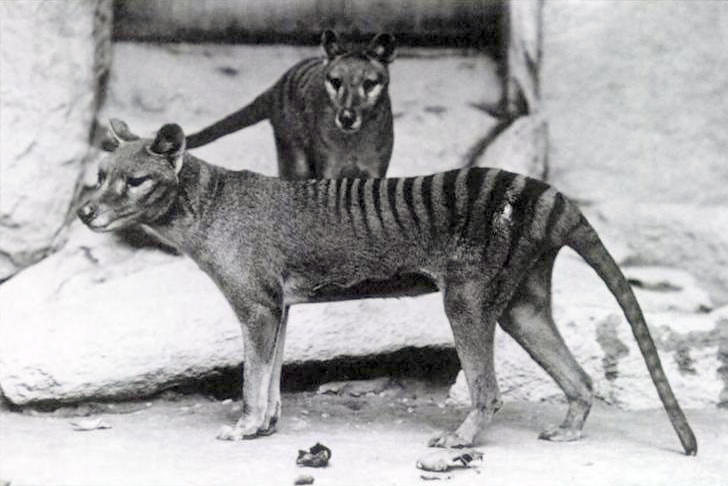
Le thylacine, au musée de New-York, en 1902.

- Le moa, par exemple Dinornis maximus
- Sylviornis neocaledoniae
- L'huia — Heteralocha acutirostris
- Le xénique des buissons — Xenicus longipes
- Le dodo
- L'aurochs
- Les dinosaures non aviens
- Le grand pingouin (1844)
- La conure à tête jaune (1905)
- Le thylacine ou loup-marsupial ou tigre de Tasmanie (1936)
- La Tourte voyageuse (1914)
- Les mammouths
- La rhytine
- Le solitaire de Rodrigues
- Urania sloanus, un papillon endémique de la Jamaïque

### Espèces végétales disparues
- Les prêles géantes.

### Espèces humaines et préhumaines disparues
- Les australopithèques.
- Homo habilis | Homo ergaster | Homo erectus |
Homo antecessor | Homo neanderthalensis | Homo floresiensis.